# 168 часа
„168 часа“ е български седмичник с коментарни и аналитични материали, който излиза всеки петък. През 2011 година е определен като третия най-голям седмичник с месечна аудитория от 5.2 процента.

## История
Вестникът излиза за първи път на 26 април 1990 година.

## Теми
Характерни за него са скандалните разкрития, дръзките репортажи и коментари, задълбочените анализи и професионални прогнози. Новини от България и света, борсова и пазарна информация, юридически съвети, медийни новини и научни сензации допълват информационните страници на вестника. Спортни репортажи, съвети за здравето и добрата форма, премиери и класации, криминални афери и светски новини.

## Собственост
До декември 2010 година вестникът е собственост на германската пресгрупа WAZ (ВАЦ), след това закупен от „БГ Приватинвест“.
През март 2011 година, 83% от акциите в холдинга, собственик на вестниците „Труд“, „24 часа“ и „168 часа“, са прехвърлени на бизнесмените Огнян Донев и Любомир Павлов. Сделката става без знанието и съгласието на третата фирма съсобственик в пресгрупата – регистрираната в Австрия компания „БГ Приватинвест“.